# Schlitten 500 kg (Hs. 3)
Der Schlitten 500 kg (Hs. 3) (oftmals auch Heeresschlitten (Hs. 3)) war ein ein- oder zweispännig gefahrener Pferdeschlitten, kam 1942 in die Bestände der Wehrmacht und wurde bis zum Ende des Zweiten Weltkriegs eingesetzt.

## Entwicklung
Genau wie der Heeresschlitten (Hs. 1) wurde der Hs. 3 am 18. Juni 1942 offiziell als Einheitsschlitten eingeführt. Dies geschah gemäß dem Befehl des Oberkommando des Heeres 18.6.41-75 m 10/20-AHA-In3 (VI).

## Produktion
Nach der offiziellen Einführung im Juni 1942 wurden Fertigungsaufträge vom Heereswaffenamt erteilt.
| Firma                                       | Ort |
| ------------------------------------------- | --- |
| Wagen- und Karosseriefabrik Karl Kässbohrer | Ulm |

## Technische Daten
Der Hs. 3 war ein zweiteiliger Schlitten mit einer Vorder- und Hinterschlitten. Diese waren mit Ketten über Kreuz miteinander verbunden. Auf beiden Seiten gab es die Möglichkeit, Holzwände mittels Spannnägeln zu befestigen um einen Holzkasten zu bekommen. Dieser war 2,27 lang, 1,10 m hoch und 43 cm breit. Nach vorn gab es dann für das Pferd einen Futterkasten, der zeitgleich als Fußablage für den Fahrer diente. Weiterhin waren Deichselholme, Deichselstangen und ein Ortscheit vorne am Schlitten angebracht. Gezogen wurde der Schlitten entweder nur von einem oder von zwei Zugtieren. Diese waren dabei im Tandemzug mit einem Sielengeschirr verbunden. Auch der Tragsattel 23, welcher von den Gebirgstruppen häufig genutzt wurde, gehörte zur Ausrüstung. Ab dem 22. August 1944 wurde die Deichsel des Schlitten so abgeändert, dass zwei Zugtiere nebeneinander ziehen konnten. Dadurch wurde eine bessere Zugleistung erbracht. Auch erhielt der Schlitten ab dann eine Bremse.

## Einsatz
Hauptsächlich diente der Schlitten zum Transport von Waffen und Gerät des Maschinengewehrwagen 36 (If. 5), der 3,7-cm-Panzerjägerkanone L/45, des 7,5-cm-leichten Infanteriegeschütz 18, des 10,5-cm-Leichtgeschütz 42 oder des 12-cm-Granatwerfer 378 (r). Dafür mussten teilweise die Seitenwände abgenommen werden. Von besonderer Bedeutung war die Verlastung der kleinen Feldküche (Hf. 12) oder der kleinen Feldküche (Hf. 14), da diese in den kalten, schneebedeckten Regionen warme Speisen zur Verfügung stellen konnten. Dazu gehörte dann ein behelfsmäßiger Wagenkasten zum Vorderteil des Schlittens. Bei Bedarf konnte auch Nachrichten- oder Pioniergerät, Munition oder Verpflegung transportiert werden.
Zahlreiche Einheiten erhielten den Hs. 3 als Winterkampfausstattung. Dazu gehörten unter anderem auch Maschinengewehrkompanien oder die schweren Kompanien der Infanterie-, Jäger-, Gebirgs- und Ski-Jägerbataillone. Auch Infanterie-, Leichtgeschütz- und Panzerjägereinheiten erhielten und nutzen den Hs. 3. Im Winter war dieser einfache und doch robuste Schlitten für viele Einheiten unverzichtbar.

## Lackierung
Die Lackierung des Schlittens war entweder weiß (RAL 9001 oder 9002) oder sie hatten die Naturholzfarbe.

## Krankenschlitten (Hs. 3/1)
Der Schlitten 500 kg (Hs. 3) (oftmals auch Heeresschlitten (Hs. 3)) war ein ein- oder zweispännig gefahrener Pferdeschlitten, kam 1942 in die Bestände der Wehrmacht und wurde bis zum Ende des Zweiten Weltkriegs eingesetzt.

### Entwicklung
Genau wie der Hs. 3 wurde der Krankenschlitten (Hs. 3/1) am 18. Juni 1942 offiziell als Abart des Hs. 3 in die Bestände der Wehrmacht eingeführt.

### Produktion
Nach der offiziellen Einführung im Juni 1942 wurden Fertigungsaufträge vom Heereswaffenamt erteilt.
| Firma                                        | Ort      |
| -------------------------------------------- | -------- |
| Karosserie- und Fahrzeugwerke Ernst Dietzsch | Glauchau |
| Maschinen- und Gerätefabrik C. A. Klinger AG | Stolpen  |

### Technische Daten
Der Unterbau des Krankenschlittens entsprach dem Hs. 3. Der Aufbau unterschied sich jedoch Grundlegend. Hier wurde ein geschlossener Aufbau mi 2,12 Länge, 1,25 Höhe und 1,12 Breite aufgebaut. Zusätzlich gab es an den Seiten zwei kleine Fenster und zur Beladung von Verwundeten eine zweiflügelige Tür an der Rückseite. Vorn gab es den Futterkasten und ein Sitzbrett für den Fahrer. Im vorderen Teil des kleinen Kofferaufbaues befand sich ein Ofen mit Abzug um den Kofferaufbau beheizen zu können. Der Boden bestand aus Leisten, welche auf Federn aufgeschraubt wurden. Zwei Krankentragen gab es für den liegenden Transport und an den Seitenwänden drei umklappbare Sitze. Ab August 1944 wurde auch hier die Deichsel so verändert, dass zwei Pferde nebeneinander und nicht mehr hintereinander ziehen konnten.

### Einsatz
Verwendet wurde der Krankenschlitten zum Transport von leicht bis schwer Verwundeter oder Kranker Personen. Der Schlitten wurde bei den Sanitätskompanien und Feldlazaretten genutzt und sollte die behelfsmäßig gebauten und eingesetzten Schlitten ersetzten.

### Lackierung
Die Lackierung des Schlittens war entweder weiß (RAL 9001 oder 9002) mit oftmals dem roten Kreuz an den Seiten, auf dem Dach und an der Rückseite.